# Senneterre (ville)
Pour les articles homonymes, voir Senneterre.
Senneterre est une ville du Québec, située dans la MRC de La Vallée-de-l'Or en Abitibi-Témiscamingue, au Canada.
Il s'agit de la troisième municipalité (proprement dite) la plus étendue du Québec et la onzième du Canada. Le recensement de 2021 y dénombre 2 782 habitants.

## Toponymie
Le lieu était autrefois connu sous le nom de Rivière-Nottaway et ensuite de Rivière-Bell. Lors de l'arrivée des premiers habitants en 1904, le lieu était connu sous le nom de Nottaway.
La ville tire son nom du canton de Senneterre, qui lui commémore un officier du régiment de Languedoc qui participa à la bataille de Sainte-Foy. La municipalité est créée son le nom de municipalité du canton de Senneterre-Partie-Ouest en 1919. Elle prend le nom de municipalité du village de Senneterre en 1948 et devient la ville de Senneterre en 1956.

## Géographie
Senneterre est à 60 km au nord-est de Val-d'Or et à 9 km à l'est de Belcourt, sur les bords de la rivière Bell. Elle est traversée par la route 113 et est à l'extrémité est de la route 386.

## Toponymie
Elle aurait été nommée en l'honneur d'un sieur de Senneterre, officier de Montcalm, lieutenant du Régiment de Languedoc qui prit part à la guerre de Sept Ans,.

## Histoire

### Héraldique
| Saine terre Attire |
| ------------------ |

| L'écu de Senneterre se blasonne ainsi : D'azur à cinq fusées d'argent accolées et rangées en fasce. |

### Chronologie
- 1917 : création de la Nottaway Fisheries Company, entreprise de pêche commerciale basée à Senneterre. L'entreprise prend par la suite le nom de Quebec Fisheries Company et Commercial Fisheries & Transport.
- 13 juin 1919 : Le canton de Senneterre-Partie-Ouest se détache du canton de Senneterre.
- 1931 : fermeture de la Commercial Fisheries & Transport et fin de l'industrie de la pêche commerciale à Senneterre.
- 1948 : Le canton de Senneterre-Partie-Ouest devient le village de Senneterre.
- 21 janvier 1956 : Le village de Senneterre devient la ville de Senneterre.
- 6 juillet 1996 : Les territoires non organisés de Lac-Quentin et de Lac-Mingo, et une partie des territoires non organisés de Matchi-Manitou et de Lac-Bricault sont annexés à la ville de Senneterre.

## Démographie
| 2001  | 2006  | 2011  | 2016  | 2021  |
| ----- | ----- | ----- | ----- | ----- |
| 3 275 | 2 993 | 2 953 | 2 868 | 2 782 |

## Administration
Les élections municipales se font en bloc pour le maire et les six conseillers.
| Senneterre (ville) Maires depuis 2002                                                                                |                      |         |          |
| Élection | Maire                | Qualité | Résultat |
| 2002 | Jean-Maurice Matte   |         | Voir     |
| 2005 | Jean-Maurice Matte   | Voir    |          |
| 2009 | Jean-Maurice Matte   | Voir    |          |
| 2013 | Jean-Maurice Matte   | Voir    |          |
| 2017 | Jean-Maurice Matte   | Voir    |          |
| 2021 | Nathalie-Ann Pelchat |         | Voir     |
| Élection partielle en italique Depuis 2005, les élections sont simultanées dans toutes les municipalités québécoises |                      |         |          |

## Fait divers
La photo de coucher de soleil que l'on retrouve sur la carte d'assurance maladie de la Régie de l'assurance maladie du Québec (RAMQ) a été prise à la pourvoirie du lac Faillon, près de Senneterre.